# Popland, la música
Popland, la música es la banda sonora de la novela original de MTV Networks Latinoamérica, Popland!. Fue lanzada el 1 de noviembre de 2011 por EMI México en formato físico y descarga digital a través de iTunes.
El álbum incluye el tema principal de Popland titulado «Click», el cual fue estrenado el 12 de agosto de 2011 a través de MTV Latinoamérica. Contó con la participación de los cantantes mexicanos  Anahí, Brian Amadeus de Moderatto y del argentino Ale Sergi de Miranda!. El video musical fue rodado tanto en la Ciudad de México como en Bogotá en mayo de 2011, bajo la dirección del Peruano Gianfranco Quatrini. En septiembre de 2011, el video es subido al canal de Popland en VEVO.
Incluye además dos temas interpretados por la actriz principal de la novela, Sara Cobo, «Calmada» y «Más» que fue compuesta por Koko Stambuk, el video fue filmado en junio pasado en Ciudad de México, bajo la dirección de Diego Martínez Ulanosky, y estrenado a través de MTV Latinoamérica.

## Lista de canciones
| N.º   | Título                                                      | Duración |  |
| 1.    | «Click» (interpretado por Anahí, Bryan Amadeus & Ale Sergi) | 2:44     |  |
| 2.    | «Más» (interpretado por Sara Cobo)                          | 3:22     |  |
| 3.    | «Soñe» (interpretado por Zoé)                               | 3:52     |  |
| 4.    | «Visita» (interpretado por Enjambre)                        | 3:42     |  |
| 5.    | «Indiferencia» (interpretado por Vicente García)            | 3:13     |  |
| 6.    | «Aférrate» (interpretado por Miró)                          | 3:52     |  |
| 7.    | «Amorfo» (interpretado por Disco Ruido!)                    | 4:11     |  |
| 8.    | «La fuga» (interpretado por Jiggy Drama)                    | 4:01     |  |
| 9.    | «Lady Gaga» (interpretado por Zenttric)                     | 3:53     |  |
| 10.   | «Fiebre de Jack» (interpretado por She`s A Tease)           | 4:15     |  |
| 11.   | «La casa» (interpretado por Caramelos de Cianuro)           | 4:28     |  |
| 12.   | «Ella» (interpretado por Tan Biónica)                       | 3:47     |  |
| 13.   | «Calmada» (interpretado por Sara Cobo, versión acústica)    | 3:20     |  |
| 46:01 |                                                             |          |  |